# Marsell Bendig
Marsell Bendig (vlastním jménem Marcel Bendig, * 1999, Hradec Králové) je český herec romské národnosti.

## Život
Bendig se narodil v Hradci Králové, kde také v dětství vyrůstal. Má čtyři sourozence, včetně zpěváka Jana Bendiga. V roce 2006 se s rodinou na 2,5 roku přestěhoval do anglického Liverpoolu za prací svého otce.

## Kariéra
První role přišla v roce 2018, kdy se objevil v televizním seriálu Lynč. O roli se ucházel poté, co se dozvěděl o výzvě České televize, že hledá romského chlapce pro roli v tomto seriálu.
V roce 2022 ztvárnil roli Ládi ve filmu BANGER. Za svou roli získal ocenění Český lev za nejlepšího herce ve vedlejší roli.
V roce 2024 se nechvalně proslavil spolu s bratrem Janem vystoupením ve znalostní soutěži  ČTartKVÍZ (varianta populárního AZ Kvízu se zaměřením na kulturu a umění), kdy v základní části zodpověděl správně jedinou otázku, ve finále proti Leoši Marešovi pak nevěděl vůbec nic. Jejich výkon se stal předmětem celé řady internetových memů a vtipů . 

## Filmografie

### Film
| Rok  | Název   | Role | Poznámky |
| ---- | ------- | ---- | -------- |
| 2022 | BANGER. | Láďa |          |

### Televize
| Rok  | Název    | Role          | Poznámky                   |
| ---- | -------- | ------------- | -------------------------- |
| 2018 | Lynč     | Tomáš Janeček | hlavní role                |
| 2021 | Ochránce | Jiří Veselý   | díl: „Džungle před tabulí“ |
| 2023 | Banáni   | rapper        | vedlejší role              |